# Georges Bally
Pour les articles homonymes, voir Bally.
Georges Bally, né le 14 avril 1935 au Pont-de-Beauvoisin (Isère) et mort le 11 janvier 2016 à Villeurbanne, est un homme politique français.

## Biographie
Professeur d'histoire au lycée Pravaz (Le Pont-de-Beauvoisin), admirateur de Robespierre, il milite au Parti socialiste. Georges Bally est élu conseiller général du canton de Pont-de-Beauvoisin en 1978, à 42 ans, puis candidat suppléant aux législatives. En 1981, il est élu avec 54 % des voix député de la septième circonscription de l'Isère de 1981 à 1986. Il sera également conseiller régional, puis conseiller municipal de Le Pont-de-Beauvoisin, et premier adjoint de 2008 à 2014, où il participe à la fondation de l'association Isactys (retour à l'emploi), au comité de jumelages ou à la mise en place de la MJC, ainsi qu'au projet de fusion avec la commune voisine.

## Détail des fonctions et des mandats
Mandat parlementaire
- 21 juin 1981 - 1er avril 1986 : Député de la 7e circonscription de l'Isère

Mandats locaux
- 2008-2014 : 1er adjoint au maire du Pont-de-Beauvoisin
- ????-???? : conseiller régional
- 1978-1982 : conseiller général